# Birds & Drums
Albums de The Bewitched Hands
Hard To Cry (EP)
(2010) Vampiric Way
(2012)
Birds & Drums est le premier album du groupe français The Bewitched Hands sorti à l'automne 2010. Cet album a été encensé par la critique notamment par Les Inrockuptibles qui parle de « putain de bon disque » et de « grandes chansons qui rendent simplement très heureux ». Le magazine Télérama évoque quant à lui des « chansons aussi courtes que radieuses » et une « fraicheur évidente ». Le journaliste François Ducray pour France Culture souligne « une déferlente, une féerie de sons splendides ». L'album a également fait l'objet d'une chronique de Cyril Sauvageot (dans l'émission Encore un matin habituellement présentée par Didier Varrod) sur France Inter où l'on qualifie les chansons de "rêveuses ou pleines d'énergie". Ces mêmes critiques évoquent des influences diverses allant des Beach Boys, de Nirvana et des Pixies à Arcade Fire, Yuksek et MGMT. L'album était nommé aux Victoires de la musique 2011 dans la catégorie "album rock de l'année" mais fut éliminé au second tour de vote. L'album est réédité fin juin 2011 avec des pistes bonus, issues de leurs précédents EP, deux reprises et un inédit.
Le Chicago Tribune a placé l'album au huitième rang de son "top albums" de 2011, devant Helplessness Blues des Fleet Foxes, Nine Types of Light de TV on the Radio ou encore Bad as Me de Tom Waits.

## Liste des chansons
| No  | Titre          | Durée |
| --- | -------------- | ----- |
| 1.  | Happy With You | 3:29  |
| 2.  | Birds & Drums  | 2:28  |
| 3.  | Underwear      | 2:32  |
| 4.  | So Cool        | 2:28  |
| 5.  | Cold           | 2:52  |
| 6.  | Work           | 2:31  |
| 7.  | Hard to Cry    | 5:20  |
| 8.  | Out of Myself  | 1:24  |
| 9.  | Kings Crown    | 2:55  |
| 10. | 2 4 GET        | 2:33  |
| 11. | Staying Around | 4:09  |
| 12. | Sea            | 3:40  |
| 13. | Sahara Dream   | 4:41  |

| 14. | I Don't Know                                                                          | 2:48 |
| 15. | I Love You                                                                            | 3:25 |
| 16. | Rapper's Delight (The Bewitched Hands remix) (chanson originale de Dan the Automator) | 3:43 |
| 17. | I Was the One                                                                         | 1:27 |
| 18. | Burn & Explode                                                                        | 2:51 |
| 19. | Bye Bye Girl                                                                          | 3:01 |
| 20. | Christmas Tree                                                                        | 3:40 |
| 21. | Everybody Loves Me But You                                                            | 2:40 |
| 22. | I'm in Slim                                                                           | 2:10 |
| 23. | Tonight (chanson originale de Yuksek)                                                 | 3:41 |
| 24. | End of the Night                                                                      | 2:49 |
| 25. | Sur le quai                                                                           | 2:49 |